# Burgstall Ergolding
Der Burgstall Ergolding ist eine abgegangene mittelalterliche Niederungsburg in dem niederbayerischen Markt Ergolding im Landkreis Landshut. Die heute völlig verschwundene und überbaute Burgstelle lag zwischen Jäger- und Schulgasse, etwa 180 m entfernt von der Pfarrkirche Mariä Heimsuchung. Die Anlage wird als Bodendenkmal unter der Aktennummer D-2-7439-0121 als „Burgstall des Mittelalters“ geführt.

## Beschreibung
Der Burgstall Ergolding nahm einen viereckigen Bereich ein; die Seitenlängen des Burgplatzes betrugen ca. 70 m. An der Nordwest- sowie der Südwestseite sind noch deutliche Grabenmulden erkennbar. In Ost-West-Richtung ist der Burgplatz unmerklich gewölbt. Im 19. Jahrhundert und auch heute noch befindet sich hier ein Bauernhof (frühere Hausnummer 45, heute Schulgasse 10).